# 谷澤史子
谷澤 史子（たにざわ ふみこ、1969年〈昭和44年〉6月13日 - ）は、日本のイメージコンサルタント・ビジネスマナー講師・マナー講師・カラーリスト・コーディネートアドバイザー。埼玉県出身。

## 略歴
1969年、埼玉県出身。女子美術短期大学卒業後、アパレル商社に入社。
2002年、イメージコンサルタントスタジオmuseを設立。
2008年、muse Branding Academy株式会社に名称変更。
2012年、株式会社ツクダ・クロス・スタイルの代表取締役就任。

## 出演番組

### テレビ
- 『首都圏ネットワーク』（NHK、2006年9月）
- 『スッキリ』（日本テレビ、2007年2月）
- 『ヘイキンFace』（テレビ東京、2008年4月）
- 『ホンマでっか!?TV』（フジテレビ、2011年4月）
- 『ステキ+Life』（J:COM、2012年6月）

### ラジオ
- 『ボニータ!ボニータ!』（FM北海道、2008年12月）
- 『クロノス』（TOKYO FM、2012年4月）

### 雑誌
- 『AERA』2012年7月9日号
- 『美人百花』2015年5月号・9月・2016年5月号
- 『美人百花ヘアアレンジcollection』（2015年12月発売）
- 『CUT』2020年1月号（2019年12月発売）

## 著書
- 『仕事は見た目』（あさ出版、2006年11月20日
- 『一瞬で好かれる初対面の技術』（すばる舎、2008年9月27日）
- 『さすが!と言われるビジネスマナー 完全版』監修（高橋書店、2010年4月5日）
- 『初対面で相手の心をグッとつかむ 印象は1秒で決まる!』監修（大和書房、2010年4月21日）
- 『イメージコンサルタントが教える 第一印象で売る!信頼と共感の接客術』（同文館、2010年12月1日）
- 『イメージコンサルタントとしての歩み 誰も上手くいかないと思った起業を成功させたわけ』（カナリアコミュニケーションズ、2015年2月28日）

“谷澤史子”.   講演依頼.com. 2022年12月7日閲覧閲覧。

谷澤史子『ポケット版 仕事は見た目』あさ出版、2011年。ISBN 4860634403。